# 비바! K리그
《비바! K리그》는 2005년 5월 4일부터 2019년 10월 7일까지 방영한 KBS 2TV 스포츠 프로그램이다.

## 기획 의도
고품격 축구 토크. 남현종 아나운서 그리고 축구 전문가들이 한 주간 일어난 K리그 소식과 뒷 이야기를 전하는 프로그램이다.

## 방송 시간
방송 시간은 월요일을 기준으로 구분된다.
※ KBS 2TV가 익일 새벽 2시에 종료되는 것을 기준으로 함.
| 방송 채널 | 방송 기간                           | 방송 시간                    | 방송 분량 |
| --------- | ----------------------------------- | ---------------------------- | --------- |
| KBS 1TV   | 2005년 5월 4일 ~ 2005년 12월 7일    | 매주 수요일 밤 12:55 ~ 1:55  | 60분      |
| KBS 1TV   | 2006년 8월 2일 ~ 2006년 11월 29일   | 매주 수요일 밤 12:30 ~ 1:30  | 60분      |
| KBS 1TV   | 2007년 4월 30일 ~ 2007년 11월 12일  | 매주 월요일 밤 12:35 ~ 1:25  | 50분      |
| KBS 1TV   | 2008년 4월 7일 ~ 2008년 12월 8일    | 매주 월요일 밤 12:35 ~ 1:25  | 50분      |
| KBS 1TV   | 2009년 4월 20일 ~ 2009년 12월 7일   | 매주 월요일 밤 12:35 ~ 1:25  | 50분      |
| KBS 1TV   | 2011년 5월 2일 ~ 2011년 12월 5일    | 매주 월요일 밤 12:35 ~ 1:25  | 50분      |
| KBS 1TV   | 2010년 5월 10일 ~ 2010년 12월 6일   | 매주 월요일 밤 12:30 ~ 1:20  | 50분      |
| KBS 1TV   | 2012년 5월 14일 ~ 2012년 9월 10일   | 매주 월요일 밤 11:40 ~ 12:25 | 45분      |
| KBS 1TV   | 2012년 10월 15일 ~ 2012년 12월 10일 | 매주 월요일 밤 11:40 ~ 12:30 | 50분      |
| KBS 2TV   | 2013년 4월 14일 ~ 2013년 5월 5일    | 매주 일요일 밤 12:55 ~ 1:45  | 50분      |
| KBS 2TV   | 2013년 5월 12일 ~ 2013년 6월 2일    | 매주 일요일 밤 1:05 ~ 1:55   | 50분      |
| KBS 2TV   | 2013년 10월 27일 ~ 2013년 12월 1일  | 매주 일요일 밤 1:05 ~ 1:55   | 50분      |
| KBS 2TV   | 2013년 6월 9일 ~ 2013년 6월 23일    | 매주 일요일 밤 12:45 ~ 1:35  | 50분      |
| KBS 2TV   | 2013년 7월 21일 ~ 2013년 9월 22일   | 매주 일요일 밤 12:45 ~ 1:35  | 50분      |
| KBS 2TV   | 2013년 9월 29일 ~ 2013년 10월 20일  | 매주 일요일 밤 1:00 ~ 1:50   | 50분      |
| KBS 2TV   | 2016년 4월 25일 ~ 2016년 11월 7일   | 매주 월요일 밤 12:35 ~ 1:25  | 50분      |
| KBS 2TV   | 2017년 4월 3일 ~ 2017년 8월 28일    | 매주 월요일 밤 12:35 ~ 1:10  | 35분      |
| KBS 2TV   | 2018년 4월 2일 ~ 2018년 10월 29일   | 매주 월요일 밤 12:35 ~ 1:10  | 35분      |
| KBS 2TV   | 2019년 4월 1일 ~ 2019년 10월 7일    | 매주 월요일 밤 12:35 ~ 1:10  | 35분      |
| KBS 2TV   | 2019년 10월 7일                     | 매주 월요일 밤 12:30 ~ 1:05  | 35분      |

## 역대 진행자
| 역대 | 진행자                                     | 진행 기간                          | 비고  |
| ---- | ------------------------------------------ | ---------------------------------- | ----- |
| 1대  | 이재후(24기)                               | 2005년 5월 4일 ~ 2005년 12월 7일   |       |
| 2대  | 이광용                                     | 2006년 8월 2일 ~ 2006년 11월 29일  |       |
| 3대  | 이광용, 이정민(31기)                       | 2007년 4월 30일 ~ 2007년 11월 12일 |       |
| 4대  | 이재후(24기)                               | 2008년 4월 7일 ~ 2009년 12월 7일   |       |
| 5대  | 전인석                                     | 2010년 5월 10일 ~ 2010년 12월 6일  |       |
| 6대  | 차다혜                                     | 2011년 5월 2일 ~ 2011년 12월 5일   |       |
| 7대  | 전인석                                     | 2012년 5월 14일 ~ 2012년 12월 10일 |       |
| 8대  | 정지원(38기)                               | 2013년 4월 14일 ~ 2013년 12월 1일  |       |
| 9대  | 강승화, 정다은(34기)                       | 2016년 4월 25일 ~ 2016년 11월 7일  |       |
| 10대 | 박은영(33기), 강승화, 이광용, 박소현(42기) | 2017년 4월 3일 ~ 2017년 8월 28일   |       |
| 11대 | 이재후(24기), 박소현(42기)                 | 2018년 4월 2일 ~ 2018년 10월 29일  |       |
| 12대 | 박소현(42기)                               | 2019년 4월 1일 ~ 2019년 10월 7일   | [ 5 ] |

## 구성
- K리그1 하이라이트
- 선수다Q
- 비바 한포인트(이영표 해설위원)
- 비바 축가

## 같이 보기
- 비바! 점프볼, 스포츠 하이라이트
- 스포츠 이야기 운동화 2.0, 한눈에 스포츠 (KBS1)